# Streetsboro
Streetsboro és una població dels Estats Units a l'estat d'Ohio. Segons el cens del 2000 tenia 12.311 habitants.

## Demografia
Segons el cens del 2000, Streetsboro tenia 12.311 habitants, 4.908 habitatges, i 3.381 famílies. La densitat de població era de 197,9 habitants per km².
Dels 4.908 habitatges en un 31,1% hi vivien nens de menys de 18 anys, en un 55,3% hi vivien parelles casades, en un 9,9% dones solteres, i en un 31,1% no eren unitats familiars. En el 25,1% dels habitatges hi vivien persones soles el 5,7% de les quals corresponia a persones de 65 anys o més que vivien soles. El nombre mitjà de persones vivint en cada habitatge era de 2,49 i el nombre mitjà de persones que vivien en cada família era de 3.
Per edats la població es repartia de la següent manera: un 24,3% tenia menys de 18 anys, un 8,3% entre 18 i 24, un 35,8% entre 25 i 44, un 21,8% de 45 a 60 i un 9,8% 65 anys o més.
L'edat mediana era de 34 anys. Per cada 100 dones de 18 o més anys hi havia 93,6 homes.
La renda mediana per habitatge era de 48.661 $ i la renda mediana per família de 55.814 $. Els homes tenien una renda mediana de 36.672 $ mentre que les dones 27.835 $. La renda per capita de la població era de 21.764 $. Aproximadament el 3,9% de les famílies i el 5,3% de la població estaven per davall del llindar de pobresa.

## Poblacions més properes
El següent diagrama mostra les poblacions més properes.